# Dauksze (okręg mariampolski)
Dauksze (lit. Daukšiai) – miasteczko na Litwie w okręgu mariampolskim w rejonie mariampolskim, położone nad rzeką Dawiną wypływającą z jeziora Żuwinta (dopływem Szeszupy), ok. 19 km na południowy wschód od Mariampola. Znajduje się tu dom kultury, punkt medyczny, poczta i biblioteka.